# House of Illustration

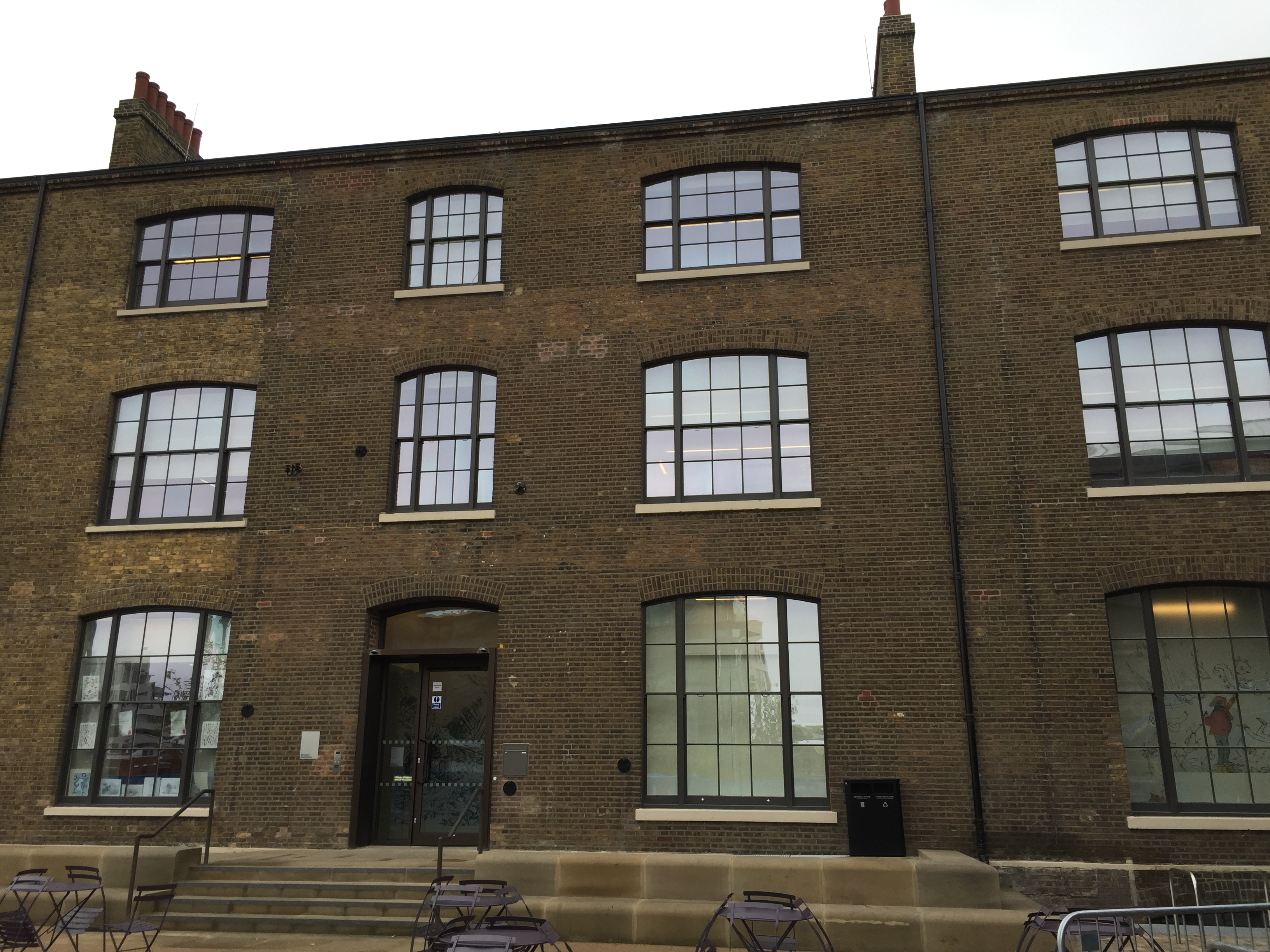
Byggnaden där House of Illustration är inhyst.

House of Illustration är ett konstgalleri i London, som är inriktat på konstformen illustrationer. Det grundades 2014 av Quentin Blake, och galleriet ligger på adressen 2 Granary Square i stadsdelen Camden i London.
Utställningar visar illustration i många former, bland annat reklam, animation, serietidningar och manga, barnböcker samt bilderböcker och modedesign.
Galleriet visar utställningar av både etablerade konstnärer, men även nya artister, bland andra Quentin Blake, E.H. Shepard, Lauren Child, Paula Rego, Hattie Stewart och David Lemm. En utställning visade över 120 originalillustrationer som visats i boktitlar av Ladybird Books, för att fira utgivarens 100-årsjubileum.
Galleriets byggnad ritades av Lewis Cubitt år 1850, och var ursprungligen del av godsbangården King’s Cross Goods Yard. Byggnaden är även del av byggnadsprojektet King's Cross Central project, och har blivit restaurerad. Den ligger bredvid Central Saint Martins.